# Astragalus desereticus
Astragalus desereticus är en ärtväxtart som beskrevs av Rupert Charles Barneby. Astragalus desereticus ingår i släktet vedlar, och familjen ärtväxter. Inga underarter finns listade i Catalogue of Life.